# Copa del Pacifico 1982
Copa del Pacifico 1982 – szóstą edycję turnieju towarzyskiego o Puchar Pacyfiku między reprezentacjami Peru i Chile rozegrano w 1982 roku.

## Mecze
| 30 marca Lima |  | Peru | 1 | - | 0 | Chile |

Triumfatorem turnieju Copa del Pacifico 1982 został zespół Peru.